# Yamaha GTS 1000
La Yamaha GTS 1000 è una motocicletta prodotta dalla casa motociclistica giapponese Yamaha a partire dal 1993 al 1999.

## Profilo e contesto
Presentata nel 1992 all'IFMA di Colonia, la GTS1000 è una moto introdotta da Yamaha sul mercato nel 1993 che si distingueva per avere la sospensione anteriore senza la classica forcella; in particolare aveva una sospensione anteriore sviluppata dalla RADD e progettato da James Parker, consistente in un forcellone monobraccio che si ancorava alla parte inferiore del telaio. Questa tipologia di sospensione forniva una migliore stabilità in frenata.
La GTS1000 aveva anche l'iniezione elettronica del carburante, i freni con ABS, il convertitore catalitico a tre vie e la pinza del freno anteriore a sei pistoncini da 330 mm.
Il motore a quattro cilindri in linea era quello dalla Yamaha FZR1000 e incorporava il sistema Genesis di Yamaha con testata a 5 valvole, sebbene avesse meno potenza.